# Mel Boozer
Melvin "Mel" Boozer (Washington D. C., 1946 - Washington, marzo de 1987) fue un sociólogo, académico universitario y activista por los derechos LGBT, de los afroestadounidenses y la lucha contra el sida.

## Biografía
Boozer nació y se crio en Washington D. C. Realizó sus estudios escolares en Dunbar High School, luego asistió a Dartmouth College con una beca. En 1963 ingresó a estudiar sociología en la Universidad Yale, siendo uno de los tres afroamericanos admitidos ese año. Después de graduarse se convirtió en profesor de sociología en la Universidad de Maryland. 
En 1979, fue elegido presidente de la Alianza de Activistas Gay, cargo que desempeñó durante dos periodos de un año, siendo el primer afroamericano en servir como presidente de la organización, convirtiéndose en "una voz líder moderadora entre gais negros a nivel nacional".
En 1980, fue nominado para el cargo de Vicepresidente de los Estados Unidos primero por el Partido Socialista y luego, por petición en la convención, por el Partido Demócrata, siendo el primer político abiertamente homosexual en ser propuesto para el puesto.  Boozer habló en la Convención Demócrata, en un discurso televisado en horario de máxima audiencia, haciendo un llamado a su partido para apoyar la igualdad de las personas LGBT:

"¿Usted me pregunta cómo me atrevo a comparar la lucha por los derechos civiles a la lucha por los derechos de lesbianas y gais? Puedo comparar y estoy comparando, porque sé lo que significa ser llamado "negro" y sé lo que que significa ser llamado 'maricón', entiendo las diferencias en la médula de mis huesos. Y puedo resumir esta diferencia en una sola palabra: ninguna
Mel Boozer durante la Convención Demócrata, 1980

Boozer recibió 49 votos antes de los comicios, que fueron suspendidos, y el entonces vicepresidente Walter Mondale, fue renominado por aclamación.
En 1981, Boozer fue contratado por el Grupo Nacional de Acción Gay  como director de distrito y parte del grupo de presión, siendo despedido en 1983 por la directora ejecutiva de la organización, Virginia Apuzzo, reemplazándolo por el entonces presidente de la Alianza  de Activistas Gay, Jeff Levi, esto provocó protestas de otros afroestadounidenses homosexuales. 
Mel Boozer falleció por complicaciones relacionadas con el sida en marzo de 1987, a la edad de 41 años, en Washington D. C.